# Westcott (Surrey)
Pour les articles homonymes, voir Westcott.
Westcott est une localité anglaise du Surrey située au sud-ouest du centre de Londres.